# Yang Zhaoxuan
Yang Zhaoxuan, nascida em 11 de fevereiro de 1995, é uma tenista profissional chinesa. Ela alcançou sua melhor classificação de duplas no 9º lugar mundial no ranking de duplas WTA em 30 de janeiro de 2023.
Yang ganhou seis títulos de duplas no WTA Tour e um título de duplas do WTA Challenger. Em 14 de setembro de 2015, ela alcançou seu melhor ranking de simples no 151º lugar do mundo. Ela também tem três títulos de simples e 12 de duplas no Circuito ITF.

## Carreira

### 2014
Yang fez sua estreia no WTA Tour no Shenzhen Open de 2014, em parceria com Ye Qiuyu em duplas. A dupla perdeu a partida da primeira rodada contra as terceiras "sementes" Irina Buryachok e Oksana Kalashnikova.

### 2017
Em 2017, ela chegou à final do Wuhan Open ao lado de Shuko Aoyama. Elas perderam para Latisha Chan e Martina Hingis na final. No WTA Elite Trophy, ela perdeu as duas partidas no round robin junto com Han Xinyun.

### 2018
No Aberto da França de 2018, Yang ao lado de Chan Hao-ching alcançou sua primeira semifinal do Grand Slam, mas depois perdeu para Eri Hozumi e Makoto Ninomiya.

### 2019
No Torneio de Wimbledon de 2019, ela chegou à semifinal em duplas mistas ao lado de Matwé Middelkoop, após superar a dupla de cabeça-de-chave Nicole Melichar e Bruno Soares. Eles perderam a partida da semifinal para Jeļena Ostapenko e Robert Lindstedt.

### 2021
Em março de 2021, Yang chegou à final do Campeonato de Dubai junto com Xu Yifan, mas perdeu para Alexa Guarachi e Darija Jurak.

### 2022
Em 2022, no WTA 1000 em Indian Wells, ela conquistou o maior título de sua carreira em duplas com Xu Yifan. Ela se classificou para a WTA Finals de 2022 com a parceira Yifan.

### 2023
Ela chegou às quartas de final no Australian Open de 2023 em parceria com Chan Hao-ching.